# Capítulo 04 (La pecera de Eva)
Capítulo 04 es el cuarto capítulo de la serie de televisión La pecera de Eva, emitida en Telecinco. Fue emitido el 17 de enero de 2010, tras el capítulo 03.

## Argumento del capítulo
Eva Padrón es una psicóloga que comienza a trabajar de terapeuta en un instituto. Poco después de llegar, comienzan las terapias.
María recibe una llamada los médicos, pero ella no la recibe, la recibe Eva, lo que le hace pensar que vuelve a estar enferma.

### Terapias realizadas durante el capítulo
- Hugo (Javier Sesmillo): Hugo es un joven que tiene un grave problema: no puede evitar controlar su deseo sexual, haciéndose masturbaciones. Eva descubre que el deporte al que juega Hugo, el tenis, es una obsesión para el padre de Hugo. El padre de Hugo descubre el cuaderno de masturbaciones de Hugo. El padre de éste aparece muy alterado en el aula de Eva, pidiendo explicaciones sobre el cuaderno de masturbaciones.

- Leo (Nasser Saleh): Leo es un chico que se rebela contra la autoridad de los adultos que le rodean. Eva intenta descubrir cuál es su problema, que lo encuentra rápidamente. Su carácter chulesco le dan pistas a Eva. Eva encuentra al joven discutiendo con un profesor, porque según Leo, ha sido quien le ha volcado la motocicleta. Ella le ordena subir a su oficina. Allí descubre que como él dice "En casa no me tose ni Dios". También descubre que no se habla con su padre.

- Nacho (Joel Bosqued): Nacho es un joven con problemas de comunicación. Su miedo a las burlas por su tartamudez selectiva le lleva a no decirles a sus compañeros su nombre y a parecer delante de los profesores un chico indisciplinado. Nacho aparece corriendo en el aula de Eva, lo que le hace suponer a Eva que le han pegado, pero no ha sido así, él ha escapado corriendo de su aula en medio de un examen oral. Él vuelve a clase, responde una de las preguntas de la profesora y como el supone, sus compañeros se ríen de él.